# Potridiscus polymorphus
Potridiscus polymorphus — вид грибів, що належить до монотипового роду Potridiscus.